# ياسر القحطاني
ياسر سعيد القحطاني (مواليد 10 أكتوبر 1982) هو لاعب كرة قدم سعودي سابق. لعب في مركز الهجوم لنادي الهلال السعودي، والمنتخب السعودي قبل اعتزاله دولياً في 2013.
حاصل على جائزة أفضل لاعب في آسيا في عام 2007. ولعب في كأس العالم 2006، وأحرز هدف في مباراة المنتخب التونسي. وفي 20 أبريل 2012 أعلن ياسر اعتزاله اللعب الدولي بعد 100 مباراة دولية، ثم عاد في كأس الخليج 2013 وبعد البطولة اعتزل بشكل نهائي. في أبريل 2018 أعلن اللاعب عن اعتزاله كرة القدم بعد تحقيقه وفريقه نادي الهلال الدوري السعودي للمحترفين 2017–18.

## مسيرته الكروية

### بدايته المبكرة
كانت بدايته الكروية مع فريق «نجوم العقربية» قبل أن ينضم إلى فريق «لوتو» للصالات المغلقة، وشارك في عدة دورات أقيمت في الأشهر الرمضانية في نادي الاتفاق ونادي القادسية. وبرز وبشكل لافت في دورة شركة أرامكو والتي أقيمت في الظهران وبعدها بدأت تنهال عليه العروض من أندية المنطقة الشرقية وكان ناديي الاتفاق والقادسية أبرزهم للظفر بصفقة اللاعب.

### مفاوضات نادي الاتفاق والقادسية
ذهب ياسر إلى نادي الاتفاق وخضع لديهم لتجربة فنية بإشراف المدرب السعودي فيصل البدين لمدة أسبوع، وقد اقتنع المدرب بمستوى اللاعب. فقدمت إدارة نادي الاتفاق مبلغ لا يتجاوز الثلاثون ألف ريال، فلم يرضى ياسر بالمبلغ. وأدى الاختلاف الذي وقع إلى فتح الباب لنادي القادسية بأن يتدخل ويحول مسار اللاعب إلى صفوفه. وذهب إلى نادي القادسية وخضع إلى تجربة فنية اقتنع بها المسؤولون بالنادي وخصوصاً المدرب البرازيلي حينها كابرال والذي أمر بتسجيله ودفع له مبلغ 50 ألف ريال.

### بدايته مع نادي القادسية السعودي
انضم إلى نادي القادسية كاحتياطي للفريق الأول، ولم يستطيع اللعب كثيراً كأساسي، وفي موسم 2000–2001 كان نادي القادسية ضمن فرق دوري الدرجة الأولى، وكان همه الأول هو الصعود إلى الدوري الممتاز، وفعلاً حقق ما كان يريده إذ قاد المهاجم ياسر القحطاني فريقه إلى الصعود إلى الدرجة الممتازة وذلك لتصدره هدافين الدوري الدرجة الأولى وهو في عمر لا يتجاوز الـ 21 عاماً. ومن بعدها انضم ياسر القحطاني إلى المنتخب الأولمبي وكانت أول مشاركاته ضمن بطولة دورة الصداقة الدولية المقامة في مدينة أبها. واستطاع ياسر أن يثبت نفسه للجميع، فضمه مدرب المنتخب السعودي الهولندي جيرارد فاندرليم حينها إلى المنتخب الأول والمشارك في بطولة كأس العرب والتي هي كانت أول مشاركة لياسر مع المنتخب الأول، وسجل هدفين في مرمى المنتخب اليمني، وساهم في فوز المنتخب بكأس هذه الدورة، وقد صرّح القحطاني حينها: 

### بداية الصفقة والانتقال
في موسم 1423 هـ كان من أفضل مواسم ياسر القحطاني إذ تألق بشكل ملفت مع القادسية واستطاع أن يوصله إلى المربع الذهبي بالدوري السعودي واستطاع أن يحجز مكانًا في هجوم المنتخب السعودي فقرر النادي الأهلي السعودي أن يقدم عرضًا لنادي القادسية بضم ياسر القحطاني، وقد تدخل نادي الإتحاد في الصفقة وذلك بالظفر بها، وقد كان صرّح أخو اللاعب ياسر القحطاني حينها بأن ياسر القحطاني لن ينتقل لغير الأهلي، ولكن إدارة نادي القادسية رفضت عرض الأهلي بحجة عرض نادي الإتحاد أفضل من النادي الأهلي، ومن بعدها تلاشت أخبار انتقاله.
وفي شهر ذو القعدة من نفس العام أقيمت فعاليات كأس الخليج 16 المقيمة في الكويت، وأحرز ياسر القحطاني هدفًا في مرمى منتخب البحرين.
في منتصف موسم 1425هـ ومع زيادة تألق ياسر القحطاني سواء على صعيد فريقه نادي القادسية أو المنتخب دخل ناديي نادي الإتحاد ونادي الهلال وبقوة للظفر بصفقة المهاجم ياسر القحطاني، فأصبح اللاعب قضية من قضايا الموسم الرياضي السعودي، وفعلًا قدم الناديين عرضًا لإدارة نادي القادسية وقد كان عرض نادي الإتحاد أقوى وأفضل من عرض نادي الهلال، ولكن رغبة ياسر القحطاني كانت أقوى حيث أعلن عشقه للهلال وتفضيله لعرض نادي الهلال بسبب حبه له ثم حسم الهلاليون والقادسيون رسمياً صفقة انتقال المهاجم الدولي ياسر القحطاني إلى نادي الهلال بنظام الإعارة المنتهي بالانتقال الرسمي حيث الهلاليون قد بدأوا مفاوضاتهم الرسمية بإيفاد عضو الشرف الأمير بندر بن محمد إلى نادي نادي القادسية وهناك اجتمع الأمير الأمير بندر بن محمد مع إدارة نادي القادسية لمدة ثلاث ساعات دون أن يتوصل الطرفان لاتفاق بعد أن قدم نادي الهلال عرضًا بقيمة 20 مليون ريال بعد تنازل القحطاني عن مليون ريال من حصته في الانتقال إلا أن إدارة نادي القادسية أصرت على أن يدفع الهلاليون مبلغًا قدره (25 مليون ريال وتوقفت المفاوضات وبدأت الاتصالات بين أعضاء فاعلين في الناديين لتقريب وجهات النظر إلى أن تم الاتفاق على أن يدفع نادي الهلال 20 مليون ريال بعد أن تنازل القحطاني أيضًا عن مليوني ريال من حصته وتقديرًا من الهلاليين لموقف اللاعب رفعوا قيمة الصفقة إلى 22,5 مليون ريال، إلا أن إدارة نادي القادسية وعبر رئيس أعضاء الشرف أحمد الزامل أضافت شرطًا جديدًا وهو حصولها على 25٪ من حصة الهلال في أي عرض خارجي يتلقاه اللاعب فقوبل هذا الطلب بالرفض من الهلاليين.
وأمام هذه التطورات قرر ياسر القحطاني عقد مؤتمر صحفي أعلن فيه عن تنازله عن 25٪ من حصته في أي عرض خارجي لناديه نادي القادسية وأكد أنه لن ينتقل إلا إلى نادي الهلال وأنه لا ينتظر لأي عروض أخرى، وتلقى عرض من مانشستر سيتي الإنجليزي (النادي الإنجليزي لم يقدم أي عروض لياسر والتجربة الميدانية كانت بطلب من رئيس نادي الهلال) في عام 2007 فقام ياسر القحطاني مع الأمير محمد بن فيصل بتجربة ميدانية ولكن رفض عبد الله ناصر العرض وكان سبب نقطة الخلاف التي أفشلت المفاوضات هي طلب النادي أن يكون له حق تسويق ياسر القحطاني بنسبة 80% إضافة إلى تغيير مدراء أعمال ياسر وهو السبب الذي جعل ياسر يرفض العرض ويعود إلى السعودية. بعد أن تبين كما ذُكِر أعلاه بخطأ قصة ياسر لتهدئه الإعلام وامتصاص غضبهم، وقد رفضت إدارة نادي الهلال العرض في ذلك الوقت برئاسة الأمير محمد بن فيصل لعدم الموافقة على بند في العقد الذي ينص على أحقية النادي الإنجليزي التسويق للاعب والحصول على نسبة 80%. وفي عام 2011 وقبل بداية موسم الدوري السعودي بقرابة شهر انتقل إلى نادي العين الإماراتي بصفقة إعارة لمدة موسم واحد وبمبلغ ضخم يقارب المليونين ونصف مليون يورو، والانتقال كان الغرض منه عودة ياسر القحطاني لمستواه المعهود وذلك بسبب الضغط الإعلامي والجماهيري الذي يواجهه اللاعب.

### نهاية مسيرته مع الهلال واعتزاله
في مقطع نشره اللاعب في 13 أبريل 2018 عبر حسابه الشخصي على موقعي تويتر وانستغرام يظهر فيه تاركًا قميصه وشارة الكابتن ليعلن بذلك نهاية مسيرته الكروية مع نادي الهلال السعودي، بعد ذلك أكد الحساب الرسمي لنادي الهلال الخبر في تغريدة كتب فيها «شكرًا لكل شيء.. وداعًا يا قائد».

## مسيرته الدولية

### 2002
- كانت أول مشاركة دولية له في مباراة السعودية ومنتخب البحرين في 17 ديسمبر 2002، وفاز المنتخب السعودي بهدفين مقابل هدف.
- كأس العرب الثامنة 2002: سجل ياسر هدفين في البطولة، وحقق المنتخب السعودي تلك البطولة التي برز فيها ياسر القحطاني بتسجيله أهداف التعادل مع منتخب اليمن.

### 2003
- دورة كأس الخليج 2003: سجل ياسر ثلاث أهداف وساهم في تحقيق البطولة للمنتخب بتسجيله هدف على منتخب عمان وهدفين على منتخب اليمن.

### 2004
- تصفيات التأهل لكأس آسيا 2004: سجل في التصفيات هدف في مرمى منتخب بوتان وشارك في تأهل المنتخب السعودي لكأس آسيا 2004
- كأس آسيا 2004 : شارك ياسر القحطاني في بطولة كأس آسيا التي أقيمت في الصين، وسجل هدفان في مرمى منتخب تركمانستان، قدم المنتخب السعودي مستوى متواضع حيث توقف في الدور الأول والحصول على المركز الثالث.

### 2005
- كأس دورة الألعاب الإسلامية 2005: شارك الكابتن ياسر القحطاني في دورة ألعاب التضامن الإسلامي الأولى في عام 2005 التي أقيمت في المملكة العربية السعودية في المنطقة الغربية جدة، الطائف، المدينة المنورة وقد توج المنتخب السعودي بطلا لدورة ألعاب التضامن الإسلامي الأولى، وسجل ياسر في البطولة هدفين، هدف في منتخب الجزائر، وهدف في منتخب المغرب.

### 2006
- تصفيات كأس العالم 2006 لقارة آسيا: سجل ياسر في التصفيات هدفين، هدف في مرمى منتخب اندونيسيا وهدف في مرمى منتخب كوريا الجنوبية، وساهم في تأهل المنتخب السعودي إلى كأس العالم 2006 في ألمانيا.
- بطولة كأس العالم لكرة القدم 2006 في ألمانيا: سجل ياسر هدف في مرمى منتخب تونس وشارك مع باقي نجوم المنتخب السعودي بالتأهل لنهائيات كأس العالم 2006 وصنف من أجمل الأهداف التي سجلت في تلك البطولة.

### 2007
- تصفيات التأهل لكأس آسيا 2007: سجل في التصفيات 4 أهداف، 3 أهداف في مرمى منتخب الهند، وهدف في مرمى منتخب اليابان، وشارك في تأهل المنتخب السعودي لكأس آسيا 2007.
- كأس آسيا 2007 : سجل ياسر في تلك البطولة 4 أهداف، هدف في مرمى منتخب كوريا الجنوبية، هدف في مرمى منتخب اندونيسيا، هدف في مرمى منتخب أوزبكستان، هدف في مرمى منتخب اليابان.

في بداية مشاركة ياسر القحطاني مع المنتخب السعودي في عام 2007 أصبح قائد المنتخب السعودي واستلم شارة القيادة للمنتخب السعودي الأول، فوصل المنتخب السعودي إلى المباراة النهائية وكان لياسر القحطاني دور كبير في قيادة الأخضر، لكنه خسر من منتخب العراق في المباراة النهائية، وحاز ياسر القحطاني على لقب هداف كأس آسيا لعام 2007 برصيد 4 أهداف.
- دورة كأس الخليج 2007 : سجل ياسر ثلاثة أهداف، هدفين في مرمى منتخب البحرين، وهدف في مرمى منتخب العراق، وساهم بتأهل المنتخب السعودي لنصف نهائي البطولة وخرج المنتخب السعودي من البطولة أمام المنتخب الإماراتي في نصف النهائي.
- دورة الألعاب العربية الحادية عشرة 2007 : سجل هدف واحد فقط في مرمى منتخب مصر، وساهم في تحقيق المركز الثالث للمنتخب السعودي في تلك البطولة.

### 2009
- دورة كأس الخليج 2009: في بطولة كأس الخليج 2009 التاسعة عشر حيث أقيمت في سلطنة عمان في مسقط سجل ياسر هدفين، هدف في مرمى منتخب اليمن، هدف في مرمى المنتخب الإماراتي، وصل المنتخب السعودي للمباراة النهائية حيث شارك ياسر القحطاني في المباراة النهائية مع منتخب عمان وانتهت بفوز منتخب عمان بالركلات الترجيحية (6-5) بعد تعادل الفريقين في زمن المباراة الأصلي والإضافي بنتيجة 0-0 وسجل ياسر القحطاني هدف واحد في الركلات الترجيحية.

### 2010
- تصفيات كأس العالم لكرة القدم جنوب أفريقيا 2010: سجل ياسر القحطاني في التصفيات 3 أهداف، هدف أمام منتخب سنغافورة في الجولة الأولى، وهدفين في الجولة الثالثة أمام منتخب سوريا. لم ينجح المنتخب السعودي في التأهل إلى نهائيات كأس العالم 2010 بعدما تعادل معه 2/2 في إياب الملحق الآسيوي بالتصفيات الآسيوية المؤهلة إلى كأس العالم في المباراة التي جمعته مع منتخب البحرين.

### 2013
- كأس الخليج العربي لكرة القدم 2013: قام فرانك ريكارد مدرب المنتخب السعودي باستدعاء ياسر القحطاني بعد أن أعلن سابقًا اعتزاله اللعب دوليًا، حيث كان قائد الفريق وشارك أساسيًا في المباراة الأولى ضد المنتخب العراقي، لم يسجل القحطاني في تلك المباراة لكنه سجل في المباراة الثانية ضد المنتخب اليمني. ولم يسجل في المباراة الثالثة ضد منتخب الكويت.

## الإحصائيات

### النادي
آخر تحديث 12 أبريل 2018.
| النادي        | الموسم    | الدوري    | الدوري  | الكأس     | الكأس   | آسيا      | آسيا    | المجموع   | المجموع |
| النادي        | الموسم    | المباريات | الأهداف | المباريات | الأهداف | المباريات | الأهداف | المباريات | الأهداف |
| ------------- | --------- | --------- | ------- | --------- | ------- | --------- | ------- | --------- | ------- |
| القادسية      | 2000–01   | 9         | 5       | -         | -       | -         | -       | 9         | 5       |
| القادسية      | 2002–03   | 10        | 5       | 1         | 0       | -         | -       | 11        | 5       |
| القادسية      | 2003–04   | 10        | 9       | 2         | 0       | -         | -       | 12        | 9       |
| القادسية      | 2004–05   | 10        | 5       | 5         | 4       | -         | -       | 15        | 9       |
| الهلال        | 2005–06   | 11        | 7       | 6         | 1       | 3         | 1       | 20        | 9       |
| الهلال        | 2006–07   | 15        | 10      | 4         | 0       | 3         | 0       | 22        | 10      |
| الهلال        | 2007–08   | 13        | 10      | 8         | 6       | 2         | 0       | 23        | 16      |
| الهلال        | 2008–09   | 12        | 10      | 7         | 1       | 5         | 2       | 24        | 13      |
| الهلال        | 2009–10   | 20        | 9       | 9         | 6       | 6         | 4       | 35        | 19      |
| الهلال        | 2010–11   | 16        | 11      | 3         | 2       | 9         | 5       | 28        | 18      |
| العين (إعارة) | 2011-12   | 15        | 7       | 8         | 5       | -         | -       | 23        | 12      |
| الهلال        | 2012–13   | 20        | 13      | 3         | 1       | 6         | 2       | 29        | 16      |
| الهلال        | 2013–14   | 16        | 5       | 5         | 3       | 7         | 2       | 28        | 10      |
| الهلال        | 2014–15   | 9         | 3       | -         | -       | 5         | 0       | 14        | 3       |
| الهلال        | 2015–16   | 12        | 6       | 4         | 3       | 5         | 1       | 21        | 10      |
| الهلال        | 2016–17   | 12        | 4       | 5         | 2       | 2         | 0       | 19        | 6       |
| الهلال        | 2017–18   | 4         | 0       | 2         | 1       | 5         | 1       | 10        | 2       |
| الهلال        | مع الهلال | 160       | 88      | 55        | 26      | 54        | 17      | 274       | 132     |
| الإجمالي      | الإجمالي  | 214       | 119     | 71        | 35      | 54        | 17      | 354       | 172     |

### المنتخب

#### الأهداف الدولية
نتائج وحصاد الأهداف السعودية في أول مؤشر، عمود النتيجة مؤشر على النتيجة بعد كل هدف للقحطاني.
| ركلة جزاء | يشير إلى تسجيل هدف من ركلة جزاء |

| رقم | التاريخ        | المكان                                            | الخصم                    | النتيجة | الحصيلة | المنافسة                   | مرجع   |
| --- | -------------- | ------------------------------------------------- | ------------------------ | ------- | ------- | -------------------------- | ------ |
| 1   | 26 ديسمبر 2002 | ملعب نادي الكويت، مدينة الكويت، الكويت            | اليمن                    | 1–1     | 2–2     | كأس العرب 2002             |        |
| 2   | 26 ديسمبر 2002 | ملعب نادي الكويت، مدينة الكويت، الكويت            | اليمن                    | 2–2     | 2–2     | كأس العرب 2002             |        |
| 3   | 8 أكتوبر 2003  | استاد الأمير عبد الله الفيصل، جدة، السعودية       | بوتان                    | 4–0     | 6–0     | تصفيات كأس آسيا 2004       |        |
| 4   | 6 يناير 2004   | ملعب نادي الكويت، مدينة الكويت، الكويت            | عمان                     | 2–1     | 2–1     | كأس الخليج العربي 16       |        |
| 5   | 8 يناير 2004   | ملعب نادي الكويت، مدينة الكويت، الكويت            | اليمن                    | 1–0     | 2–0     | كأس الخليج العربي 16       |        |
| 6   | 8 يناير 2004   | ملعب نادي الكويت، مدينة الكويت، الكويت            | اليمن                    | 2–0     | 2–0     | كأس الخليج العربي 16       |        |
| 7   | 18 فبراير 2004 | ملعب الملك فهد الدولي، الرياض، السعودية           | إندونيسيا                | 3–0     | 3–0     | تصفيات كأس العالم 2006     |        |
| 8   | 18 يوليو 2004  | ملعب سيتشوان لونغتشيانيي، تشنغدو، الصين           | تركمانستان               | 1–0     | 2–2     | كأس آسيا 2004              |        |
| 9   | 18 يوليو 2004  | ملعب سيتشوان لونغتشيانيي، تشنغدو، الصين           | تركمانستان               | 2–1     | 2–2     | كأس آسيا 2004              |        |
| 10  | 1 سبتمبر 2004  | ملعب الملك فهد الدولي، الرياض، السعودية           | الكويت                   | 1–1     | 1–1     | مباراة ودية                |        |
| 11  | 8 سبتمبر 2004  | الملعب الأولمبي، عشق آباد، تركمانستان             | تركمانستان               | 1–0     | 1–0     | تصفيات كأس العالم 2006     | [ 12 ] |
| 12  | 12 أكتوبر 2004 | ملعب غيلورا بونغ كارنو، جاكرتا، إندونيسيا         | إندونيسيا                | 3–1     | 3–1     | تصفيات كأس العالم 2006     |        |
| 13  | 11 ديسمبر 2004 | ملعب أحمد بن علي، الريان، قطر                     | الكويت                   | 1–0     | 1–2     | كأس الخليج العربي 17       |        |
| 14  | 25 مارس 2005   | ملعب الأمير محمد بن فهد، الدمام، السعودية         | كوريا الجنوبية           | 2–0     | 2–0     | تصفيات كأس العالم 2006     | [ 13 ] |
| 15  | 14 فبراير 2006 | استاد الأمير عبد الله الفيصل، جدة، السعودية       | سوريا                    | 1–0     | 1–1     | مباراة ودية                |        |
| 16  | 14 يونيو 2006  | ملعب أليانز أرينا، ميونيخ، ألمانيا                | تونس                     | 1–1     | 2–2     | كأس العالم لكرة القدم 2006 |        |
| 17  | 9 أغسطس 2006   | ملعب الأمير محمد بن فهد، الدمام، السعودية         | البحرين                  | 1–0     | 1–0     | مباراة ودية                |        |
| 18  | 16 أغسطس 2006  | ملعب سالت ليك، كلكتا، الهند                       | الهند                    | 1–0     | 3–0     | تصفيات كأس آسيا 2007       | [ 14 ] |
| 19  | 16 أغسطس 2006  | ملعب سالت ليك، كلكتا، الهند                       | الهند                    | 2–0     | 3–0     | تصفيات كأس آسيا 2007       | [ 14 ] |
| 20  | 16 أغسطس 2006  | ملعب سالت ليك، كلكتا، الهند                       | الهند                    | 3–0     | 3–0     | تصفيات كأس آسيا 2007       | [ 14 ] |
| 21  | 15 نوفمبر 2006 | قبة سابورو، سابورو، اليابان                       | اليابان                  | 1–2     | 1–3     | تصفيات كأس آسيا 2007       | [ 15 ] |
| 22  | 8 يناير 2007   | ملعب الأمير محمد بن فهد، الدمام، السعودية         | غامبيا                   | 2–0     | 3–0     | مباراة ودية                |        |
| 23  | 8 يناير 2007   | ملعب الأمير محمد بن فهد، الدمام، السعودية         | غامبيا                   | 3–0     | 3–0     | مباراة ودية                |        |
| 24  | 18 يناير 2007  | استاد آل نهيان، أبو ظبي، الإمارات العربية المتحدة | البحرين                  | 1–1     | 2–1     | كأس الخليج العربي 18       |        |
| 25  | 18 يناير 2007  | استاد آل نهيان، أبو ظبي، الإمارات العربية المتحدة | البحرين                  | 2–1     | 2–1     | كأس الخليج العربي 18       |        |
| 26  | 24 يناير 2007  | استاد آل نهيان، أبو ظبي، الإمارات العربية المتحدة | العراق                   | 1–0     | 1–0     | كأس الخليج العربي 18       |        |
| 27  | 11 يوليو 2007  | ملعب غيلورا بونغ كارنو، جاكرتا، إندونيسيا         | كوريا الجنوبية           | 1–1     | 1–1     | كأس آسيا 2007              |        |
| 28  | 14 يوليو 2007  | ملعب غيلورا بونغ كارنو، جاكرتا، إندونيسيا         | إندونيسيا                | 1–0     | 2–1     | كأس آسيا 2007              |        |
| 29  | 22 يوليو 2007  | ملعب غيلورا بونغ كارنو، جاكرتا، إندونيسيا         | أوزبكستان                | 1–0     | 2–1     | كأس آسيا 2007              |        |
| 30  | 25 يوليو 2007  | ملعب ماي دينه الوطني، هانوي، فيتنام               | اليابان                  | 1–0     | 3–2     | كأس آسيا 2007              |        |
| 31  | 11 سبتمبر 2007 | ملعب الملك فهد الدولي، الرياض، السعودية           | غانا                     | 1–0     | 5–0     | مباراة ودية                |        |
| 32  | 11 سبتمبر 2007 | ملعب الملك فهد الدولي، الرياض، السعودية           | غانا                     | 3–0     | 5–0     | مباراة ودية                |        |
| 33  | 9 نوفمبر 2007  | استاد الأمير عبد الله الفيصل، جدة، السعودية       | إستونيا                  | 2–0     | 2–0     | مباراة ودية                |        |
| 34  | 25 نوفمبر 2007 | ستاد القاهرة الدولي، القاهرة، مصر                 | مصر                      | 1–2     | 1–2     | دورة الألعاب العربية 2007  |        |
| 35  | 30 يناير 2008  | ملعب الملك فهد الدولي، الرياض، السعودية           | لوكسمبورغ                | 2–0     | 2–1     | مباراة ودية                |        |
| 36  | 6 فبراير 2008  | ملعب الملك فهد الدولي، الرياض، السعودية           | سنغافورة                 | 1–0     | 2–0     | تصفيات كأس العالم 2010     |        |
| 37  | 2 يونيو 2008   | ملعب الملك فهد الدولي، الرياض، السعودية           | لبنان                    | 1–1     | 4–1     | تصفيات كأس العالم 2010     |        |
| 38  | 2 يونيو 2008   | ملعب الملك فهد الدولي، الرياض، السعودية           | لبنان                    | 4–1     | 4–1     | تصفيات كأس العالم 2010     |        |
| 39  | 8 يناير 2009   | ملعب الشرطة السلطانية العمانية، مسقط، عمان        | اليمن                    | 1–0     | 6–0     | كأس الخليج العربي 19       |        |
| 40  | 11 يناير 2009  | مجمع السلطان قابوس الرياضي، مسقط، عمان            | الإمارات العربية المتحدة | 1–0     | 3–0     | كأس الخليج العربي 19       |        |
| 41  | 4 يونيو 2009   | ملعب تيدا لكرة القدم، تيانجين، الصين              | الصين                    | 1–0     | 4–1     | مباراة ودية                |        |
| 42  | 9 يناير 2013   | ملعب مدينة خليفة الرياضية، مدينة عيسى، البحرين    | اليمن                    | 1–0     | 2–0     | كأس الخليج العربي 21       |        |

## الإنجازات

### الإنجازات الجماعية

#### القادسية
- درع دوري الدرجة الأولى السعودي (1): 2002
- كأس ولي العهد السعودي وصيف: 2005

#### الهلال
- الدوري السعودي للمحترفين (5): 2007–08، 2009–10، 2010–11، 2016–17، 2017–18
- كأس ولي العهد السعودي (7): 2006، 2008، 2009، 2010، 2011، 2013، 2016
- كأس خادم الحرمين الشريفين (2): 2015، 2017
- كأس السوبر السعودي (1): 2015
- كأس الاتحاد السعودي (1): 2006
- دوري أبطال آسيا الوصيف: 2014، 2017

#### العين
- الدوري الإماراتي للمحترفين (1): 2011–12

### المنتخب
- كأس آسيا وصيف: 2007
- كأس العرب (1): 2002
- كأس الخليج العربي (1): 2003
- المشاركة في كأس العالم 2006
- الفوز بدورة ألعاب التضامن الإسلامي الأولى 2005

### الفردية
- جائزة أفضل لاعب في آسيا لعام 2007.
- هداف كأس آسيا 2007 بأربعة أهداف.
- أفضل هدافي العالم من الاتحاد الدولي لتاريخ وإحصاءات كرة القدم IFFHS بالمركز السادس في عام 2007.
- ثاني أكثر لاعبي آسيا شعبية من الاتحاد الدولي لتاريخ وإحصاءات كرة القدم IFFHS في عام 2007.
- أفضل هدف لشهر فبراير من عام 2010 من الاتحاد الآسيوي وذلك نظير هدفه الثاني في السد القطري.
- خامساً كأكثر لاعبي العالم شعبية في آسيا من الاتحاد الدولي لتاريخ وإحصاءات كرة القدم IFFHS في عام 2010.
- الأول كأكثر لاعبي العالم شعبية في آسيا من الاتحاد الدولي لتاريخ وإحصاءات كرة القدم IFFHS في عام 2009.
- أفضل لاعب في مباراة المنتخب السعودي والمنتخب الإماراتي في كأس الخليج العربي 2009.
- تاسع أكثر لاعبي العالم شعبية من الاتحاد الدولي لتاريخ وإحصاءات كرة القدم IFFHS في عام 2008.
- جائزة الرياضية وموبايلي للتميز الرياضي كأحسن لاعب لعام 2008.
- جائزة المفتاحة كأفضل لاعب لعام 2007.
- جائزة الرياضية وموبايلي للتميز الرياضي كأحسن لاعب المركز الثاني لعام 2007.
- المركز الـ 35 في قائمة هدافي العقد 2012.

## اعتزاله
أعلن رئيس مجلس الرياضة تركي آل الشيخ بتكفله حفل اعتزال اللاعب ياسر القحطاني، كما قرر اللاعب مع مجلس إدارة ناديه إقامة حفل الاعتزال في ديسمبر 2020؛ حيث سيواجه الهلال نادي برشلونة على ملعب جامعة الملك سعود.
لم يُقم حفل الاعتزال كما كان مقرر في ديسمبر 2018. وبعد تعيين تركي آل الشيخ وزيرًا لهيئة الترفيه صرّح في مؤتمر هيئة الترفيه أنه لا زال عند وعده بإقامة حفل اعتزال ياسر القحطاني بعد إذن وزير الهيئة العامة للرياضة الحالي الأمير عبد العزيز الفيصل وبالتنسيق بين الهيئتين مع فريق عالمي وحفل يليق بما قدمه ياسر للكرة السعودية. 
أُقيم حفل الاعتزال في الأول من شهر ديسمبر من عام 2019 على ملعب جامعة الملك سعود بمشاركة عدد من نجوم الكرة العالمية مع فريق أصدقاء ياسر القحطاني (Y20) ضد نادي الهلال السعودي والذي ضم أيضاً مجموعة من نجوم الكرة السعودية السابقين، وقد انتهى اللقاء بفوز الهلال بنتيجة 5–4 في أمسية حافلة كُرم فيها ياسر القحطاني على ما قدمه في مشواره الرياضي.

## العمل الإعلامي
- خاض ياسر القحطاني تجربته الإعلامية الأولى بتقديم برنامج (Little Big Stars– نجوم صغار) على قناة MBC، وبدأ عرض البرنامج في مارس 2021.[22]

## وصلات خارجية
- ياسر القحطاني على موقع الاتحاد الدولي (مؤرشف)  (الإنجليزية)
- ياسر القحطاني على موقع قاعدة بيانات كرة القدم.إي يو (الإنجليزية)
- ياسر القحطاني على موقع ناشيونال فوتبول تيمز (الإنجليزية)
- ياسر القحطاني على موقع Soccerway.com (الإنجليزية)

- القصة الحقيقية لصفقة ياسر مع مانشستر سيتي على يوتيوب
- مجموعة صور للقناص ياسر القحطاني
- موقع الرسمي لكابتن ياسر القحطاني
- موقع القناة الرسمية لكابتن ياسر القحطاني لمشاهدة
- ملف ياسر القحطاني في موقع الهلال الرسمي عربي
- ملف ياسر القحطاني في موقع الهلال الرسمي إنجليزي
- صفحة ياسر القحطاني في تويتر

| سبقه · قطر خلفان إبراهيم | أفضل لاعب آسيوي 2007 | تبعه · سيرفر جيباروف أوزبكستان |